# Wolfgang Pauly
Wolfgang Pauly (Dohna, 15 agosto 1876 – Bucarest, 3 marzo 1934) è stato un compositore di scacchi rumeno di origine tedesca.
Quando aveva sei anni emigrò con la famiglia  in Romania, dove risiedette fino alla morte. Da giovane si interessò alla matematica e all'astronomia. Assieme allo statunitense Edwin Coddington all'età di 22 anni scoprì una nuova cometa (ora nota come cometa di Coddington-Pauly) e calcolò le effemeridi della stella Mira Ceti. In seguito ad una malattia agli occhi abbandonò l'astronomia per dedicarsi alla composizione di scacchi.
Compose oltre 4000 problemi, diretti, inversi ed eterodossi. Era particolarmente interessato ai problemi a eco e alla simmetria. Assieme ad Alain Campbell White scrisse il libro Asimmetry (Stroud, 1927), per il quale compose molti problemi inediti. Collaborò con Luigi Ceriani allo studio delle proprietà delle posizioni ortopendolari. Assieme a Campbell White scrisse anche i libri The White Rooks (1910) e The theory of pawn promotion (1912).
Prende il suo nome il tema Pauly, detto anche Perpetuum mobile. Trova applicazione nei  problemi a blocco completo in cui, supponendo che il bianco abbia già fatto la prima mossa, se dovesse muovere ancora si avrebbe un altro problema la cui chiave sarebbe il ritorno del pezzo nella posizione di partenza. 
Di professione era un impiegato di una compagnia di assicurazioni, della quale divenne poi vicepresidente. 
Il problemista olandese Meindert Niemeijer nel 1948 scrisse un libro sulla sua attività di compositore e organizzatore di concorsi problemistici: Zo sprak Wolfgang Pauly (così parlò Wolfgang Pauly). 